# Diggi-loo diggi-ley
Diggi-loo diggi-ley is een lied uit 1984 van de Zweedse popgroep Herreys. Het werd gecomponeerd door Torgny Söderberg en de tekst werd geschreven door Britt Lindeborg.
Met dit nummer won Zweden in 1984 het Eurovisiesongfestival.

## Achtergrond
Diggi-loo diggi-ley is een vrolijk uptempo poplied in de stijl van de jaren tachtig. In de oorspronkelijke Zweedse tekst zingt de zanger over hoe hij op een dag over straat loopt en een paar gouden schoenen ontdekt. Hij trekt ze aan, waarna voor hem een magische wereld opengaat waarin alles mogelijk is. Hij begint te dansen en het lijkt alsof hij de hele wereld aankan. De titel van het nummer werd enkel bedacht om de klank en heeft geen verdere betekenis.

### Eurovisiesongfestival 1984
De Herreys, bestaande uit de broers Louis, Per en Richard Herrey, namen met Diggi-loo diggi-ley in 1984 deel aan Melodifestivalen, de Zweedse nationale voorronde voor het Eurovisiesongfestival. Deze show vond op 25 februari van dat jaar plaats. De broers wisten de selectie duidelijk te winnen en werden daarmee aangewezen om Zweden te vertegenwoordigen op het songfestival in Luxemburg.
De 29ste editie van het Eurovisiesongfestival vond plaats op 5 mei 1984. Zweden had de taak de show te openen en zodoende stonden de Herreys als eerste van 19 deelnemers op het podium. De broers vielen op door hun kleurrijke vrijetijdskleding, hun energieke choreografie en vooral hun gouden schoenen, die verwezen naar de tekst van hun lied. Ze werden bijgestaan door een driekoppig achtergrondkoor. Dirigent Curt-Eric Holmquist begeleidde het orkest.
Hoewel de inzendingen van Ierland (Terminal 3, geschreven door Johnny Logan) en Italië (I treni di Tozeur) favoriet werden geacht voor de eindzege, bleek Zweden bij de puntentelling een grote concurrent. Alle landen gaven punten aan de Zweedse inzending en vijf landen hadden er zelfs hun maximumaantal van 12 punten voor over. Enigszins onverwacht eindigden de Herreys uiteindelijk bovenaan met een totaalscore van 145 punten, acht punten meer dan de Ierse Linda Martin. Tien jaar na de overwinning van Waterloo van ABBA betekende dit de tweede Zweedse songfestivaloverwinning.

## Hitlijsten
Na de songfestivalwinst groeide Diggi-loo diggi-ley uit tot een internationale hit. Behalve in Zweden zelf werd het ook een top 10-succes in Vlaanderen, Nederland, Noorwegen en Zwitserland. In Vlaanderen kwam de single tot de derde plaats, in Nederland respectievelijk tot de vierde (in de Nationale Hitparade) en de vijfde plaats (in de Nederlandse Top 40). Tevens stond de single genoteerd in de Duitse, Britse en Oostenrijkse hitlijsten.

### Nederlandse Top 40
| Positie: | 21 | 12 | 6 | 6 | 5 | 9 | 14 | 28 | uit |

## Covers
Naast de originele Zweedstalige versie brachten de Herreys ook een Engelstalige versie uit van Diggi-loo diggi-ley. Verder werd het nummer, al dan niet vertaald, nog door verschillende andere artiesten opgenomen:
- Antwerps: De Strangers (Dikke Lou)
- Engels: Small Talk
- Fins: Meiju Suvas
- Zweeds: Bröderna Delay / Curt & Majken / Black Ingvars / Viktoria Tolstoy / Wahlströms / Date
- Instrumentaal: Cliff Carpenter & orkest

1956: Refrain · 
1957: Net als toen · 
1958: Dors, mon amour · 
1959: 'n Beetje · 
1960: Tom Pillibi · 
1961: Nous les amoureux · 
1962: Un premier amour · 
1963: Dansevise · 
1964: Non ho l'età · 
1965: Poupée de cire, poupée de son · 
1966: Merci, chérie · 
1967: Puppet on a string · 
1968: La la la · 
1969: Un jour, un enfant, De troubadour, Vivo cantando, Boom bang-a-bang · 
1970: All kinds of everything · 
1971: Un banc, un arbre, une rue · 
1972: Après toi · 
1973: Tu te reconnaîtras · 
1974: Waterloo · 
1975: Ding-a-dong · 
1976: Save your kisses for me · 
1977: L'oiseau et l'enfant · 
1978: A-ba-ni-bi · 
1979: Hallelujah · 
1980: What's another year · 
1981: Making your mind up · 
1982: Ein bißchen Frieden · 
1983: Si la vie est cadeau · 
1984: Diggi-loo diggi-ley · 
1985: La det swinge · 
1986: J'aime la vie · 
1987: Hold me now · 
1988: Ne partez pas sans moi · 
1989: Rock me · 
1990: Insieme: 1992 · 
1991: Fångad av en stormvind · 
1992: Why me? · 
1993: In your eyes · 
1994: Rock 'n' roll kids · 
1995: Nocturne · 
1996: The voice · 
1997: Love shine a light · 
1998: Diva · 
1999: Take me to your heaven · 
2000: Fly on the wings of love · 
2001: Everybody · 
2002: I wanna · 
2003: Everyway that I can · 
2004: Wild dances · 
2005: My number one · 
2006: Hard rock hallelujah · 
2007: Molitva · 
2008: Believe · 
2009: Fairytale · 
2010: Satellite · 
2011: Running scared · 
2012: Euphoria · 
2013: Only teardrops · 
2014: Rise like a phoenix · 
2015: Heroes · 
2016: 1944 · 
2017: Amar pelos dois · 
2018: Toy · 
2019: Arcade · 
2021: Zitti e buoni · 
2022: Stefania · 
2023: Tattoo · 
2024: The code